# Ріккардо деї Россі
Ріккардо деї Россі (італ. Riccardo Dei Rossi, 6 лютого 1969) — італійський академічний веслувальник.
Срібний призер Олімпійських Ігор 2000 року в складі розпашної четвірки без стернового, учасник 1992, 1996 років.
Чемпіон світу 1994, 1995 років у складі розпашної четвірки без стернового, бронзовий призер 1998, 1999 років у складі розпашної четвірки без стернового.